# Joanna Courtmans
Joanna Desideria Courtmans, född Berchmans den 6 september 1811 i Oudergem, död den 22 september 1890 i Maldegem, var en flamländsk författare.
Joanna Courtmans erhöll en fransk uppfostran, men blev genom sitt 1836 ingångna giftermål med en lärare J.B. Courtmans vunnen för den flamska språkrörelsen och började 1841 med framgång författa på nämnda språk. Friskt och troget skildrar hon i synnerhet folklivet i norra Belgien. 
Till hennes bästa berättelser hör De gemeente onderwijzer (1862), Het geschenk van den jager (1864; belönt med flamländska femårspriset), De koewachter (1873) och De hoogmoedige (1882). Hennes noveller utkom samlade under titeln Verhalen en novellen (22 band, 1883-87).